# Obojí právo

„Váhy spravedlnosti“ – kanonické právo katolické církve

Výraz obojí právo, latinsky ius utriusque (In utroque iure doctor – doktor v obojím právu) označoval na středověkých evropských univerzitách absolventy vzdělání ve (feudálním) právním systému v oblasti práva světského (římského) a církevního (kanonického).

## Současnost
Z latinského označení juris utriusque doctor – doktor obojího práva titul vznikl současný zkrácený titul JUDr., ale v minulosti existovalo množství dalších zkratek: JUD, IUD, DUJ, JUDr., DUI, DJU, Dr.iur.utr., Dr.jur.utr., DIU, UJD a UID.
V současné době původní titul doktora obojího práva udělují v šestiletém studiu kromě Papežské lateránské univerzity pouze univerzity ve Würzburgu a ve Fribourgu.